# Isuerre
Isuerre település Spanyolországban,  Zaragoza tartományban. Isuerre Uncastillo, Petilla de Aragón, Navardún és Los Pintanos községekkel határos. Lakosainak száma 30 fő (2024).

## Népesség
A település népessége az utóbbi években az alábbiak szerint változott:
| Lakosok száma | 60   | 53   | 45   | 37   | 34   | 33   | 31   | 31   | 33   | 30   |
|               | 2001 | 2004 | 2007 | 2009 | 2012 | 2014 | 2017 | 2019 | 2022 | 2024 |